# Laura Milani
Pour les articles homonymes, voir Milani.
Laura Milani (née le 30 septembre 1984 à Milan)  est une rameuse italienne.

## Palmarès

### Championnats du monde
- 2010, à Hamilton,  Nouvelle-Zélande
  -  Médaille de bronze en skiff poids légers
- 2009, à Poznań,  Pologne
  -  Médaille d'argent en skiff poids légers

### Championnats d'Europe
- 2010 à Montemor-o-Velho,  Portugal
  -  Médaille de bronze en skiff poids légers
- 2007 à Poznań,  Pologne
  -  Médaille de bronze en deux de couple poids légers

### Jeux méditerranéens
- 2009 à Pescara,  Italie
  -  Médaille d'argent en skiff